# Ford Fiesta WRC
A Ford Fiesta WRC az M-Sport Rali-világbajnokságon 2017-től használt versenyautója.  Első versenye a 2017-es Monte-Carlo-rali volt.

## Eredmények

### Bajnoki címek
| Szezon | Bajnoki cím                    | Versenyző                | Rali | Győzelmek | Dobogók | Pontok |
| ------ | ------------------------------ | ------------------------ | ---- | --------- | ------- | ------ |
| 2017   | FIA WRC Versenyzői bajnoki cím | Sébastien Ogier          | 13   | 2         | 9       | 232    |
| 2017   | FIA WRC Navigátori bajnoki cím | Julien Ingrassia         | 13   | 2         | 9       | 232    |
| 2017   | FIA WRC Gyártói bajnoki cím    | M-Sport World Rally Team | 39   | 5         | 19      | 428    |
| 2018   | FIA WRC Versenyzői bajnoki cím | Sébastien Ogier          | 13   | 4         | 6       | 219    |
| 2018   | FIA WRC Navigátori bajnoki cím | Julien Ingrassia         | 13   | 4         | 6       | 219    |

### Győzelmi lista
| Szezon | # | Rali                       | Felszín | Versenyző       | Navigátor        |
| ------ | - | -------------------------- | ------- | --------------- | ---------------- |
| 2017   | 1 | 2017 Monte Carlo Rally     | Kevert  | Sébastien Ogier | Julien Ingrassia |
| 2017   | 2 | 2017 Rally de Portugal     | Murva   | Sébastien Ogier | Julien Ingrassia |
| 2017   | 3 | 2017 Rally Italia Sardegna | Murva   | Ott Tänak       | Martin Järveoja  |
| 2017   | 4 | 2017 Rallye Deutschland    | Aszfalt | Ott Tänak       | Martin Järveoja  |
| 2017   | 5 | 2017 Wales Rally GB        | Murva   | Elfyn Evans     | Daniel Barritt   |
| 2018   | 6 | 2018 Monte Carlo Rally     | Kevert  | Sébastien Ogier | Julien Ingrassia |
| 2018   | 7 | 2018 Rally Mexico          | Murva   | Sébastien Ogier | Julien Ingrassia |
| 2018   | 8 | 2018 Tour de Corse         | Aszfalt | Sébastien Ogier | Julien Ingrassia |
| 2018   | 9 | 2018 Wales Rally GB        | Murva   | Sébastien Ogier | Julien Ingrassia |

### Teljes Rali-világbajnokság eredménylista
| Szezon | Csapat                   | Versenyző       | Fordulók | Fordulók | Fordulók | Fordulók | Fordulók | Fordulók | Fordulók | Fordulók | Fordulók | Fordulók | Fordulók | Fordulók | Fordulók | Fordulók | Pontok | Helyezés |
| Szezon | Csapat                   | Versenyző       | 1        | 2        | 3        | 4        | 5        | 6        | 7        | 8        | 9        | 10       | 11       | 12       | 13       | 14       | Pontok | Helyezés |
| ------ | ------------------------ | --------------- | -------- | -------- | -------- | -------- | -------- | -------- | -------- | -------- | -------- | -------- | -------- | -------- | -------- | -------- | ------ | -------- |
| 2017   | M-Sport World Rally Team | Sébastien Ogier | MON 1    | SWE 3    | MEX 2    | FRA 2    | ARG 4    | POR 1    | ITA 5    | POL 3    | FIN Ki   | GER 3    | ESP 2    | GBR 3    | AUS 4    |          | 428    | 1.       |
| 2017   | M-Sport World Rally Team | Ott Tänak       | MON 3    | SWE 2    | MEX 4    | FRA 11   | ARG 3    | POR 4    | ITA 1    | POL Ki   | FIN 7    | GER 1    | ESP 3    | GBR 6    | AUS 2    |          | 428    | 1.       |
| 2017   | M-Sport World Rally Team | Elfyn Evans     | MON 6    | SWE 6    | MEX 9    | FRA 21   | ARG 2    | POR 6    | ITA Ki   | POL 8    | FIN 2    | GER 6    | ESP 7    | GBR 1    | AUS 5    |          | 428    | 1.       |
| 2018   | M-Sport Ford WRT         | Sébastien Ogier | MON 1    | SWE 10   | MEX 1    | FRA 1    | ARG 4    | POR Ki   | ITA 2    | FIN 5    | GER 4    | TUR 10   | GBR 1    | ESP 2    | AUS 5    |          | 324    | 3.       |
| 2018   | M-Sport Ford WRT         | Elfyn Evans     | MON 6    | SWE 14   | MEX Ki   | FRA 5    | ARG 6    | POR 2    | ITA 14   | FIN 7    | GER 25   | TUR 12   | GBR 20   | ESP 3    | AUS 6    |          | 324    | 3.       |
| 2018   | M-Sport Ford WRT         | Teemu Suninen   | MON      | SWE 8    | MEX 12   | FRA      | ARG 9    | POR 3    | ITA 10   | FIN 6    | GER 5    | TUR 4    | GBR Ki   | ESP 11   | AUS Ki   |          | 324    | 3.       |
| 2018   | M-Sport Ford WRT         | Bryan Bouffier  | MON 8    | SWE      | MEX      | FRA Ki   | ARG      | POR      | ITA      | FIN      | GER      | TUR      | GBR      | ESP      | AUS      |          | 324    | 3.       |
| 2019   | M-Sport Ford WRT         | Elfyn Evans     | MON Ki   | SWE 5    | MEX 3    | FRA 3    | ARG Ki   | CHL 4    | POR 5    | ITA 4    | FIN Vi   | GER      | TUR Vi   | GBR 5    | ESP      | AUS      | 200*   | 4.*      |
| 2019   | M-Sport Ford WRT         | Teemu Suninen   | MON 11   | SWE 23   | MEX Ki   | FRA 5    | ARG 7    | CHL 5    | POR 4    | ITA 2    | FIN 8    | GER 29   | TUR 4    | GBR Ki   | ESP      | AUS      | 200*   | 4.*      |
| 2019   | M-Sport Ford WRT         | Pontus Tidemand | MON 20   | SWE 8    | MEX      | FRA      | ARG      | CHL      | POR      | ITA      | FIN      | GER Vi   | TUR 9    | GBR 7    | ESP      | AUS      | 200*   | 4.*      |
| 2019   | M-Sport Ford WRT         | Gus Greensmith  | MON      | SWE      | MEX      | FRA      | ARG      | CHL      | POR Ki   | ITA      | FIN Ki   | GER 9    | TUR      | GBR      | ESP      | AUS      | 200*   | 4.*      |
| 2019   | M-Sport Ford WRT         | Hayden Paddon   | MON      | SWE      | MEX      | FRA      | ARG      | CHL      | POR      | ITA      | FIN Vi   | GER      | TUR      | GBR      | ESP      | AUS      | 200*   | 4.*      |

* Szezon folyamatban.